# Вілабурі

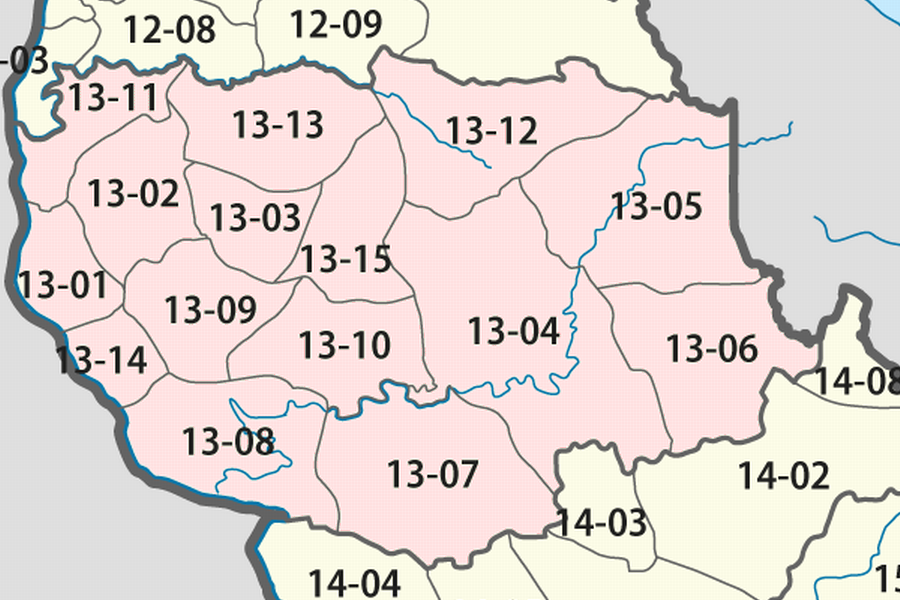
Число 13-12

Вілабурі — один з районів (лаос. ເມືອງ муанг) провінції Саваннакхет, Лаос.